# وهيب حديوش
وهيب حديوش (في 09 سبتمبر 2002) هو لاعب جودو تونسي مخص في وزن أكثر من 100كغ. بطل إفريقيا الحالي وللمرة الثانية على التوالي، كما أنه صعد على منصة التتويج في بطولة العالم للجودو 2013 في ريو دي جانيرو بعد فوزه بالميدالية البرونزية.

## وصلات خارجية
- وهيب حديوش على موقع الفيدرالية الدولية للجودو (الإنجليزية)
- وهيب حديوش على موقع JudoInside.com (الإنجليزية)
- وهيب حديوش على موقع AllJudo.net (الفرنسية)
- هاشم السلامي في JudoInside